# Tempo proprio

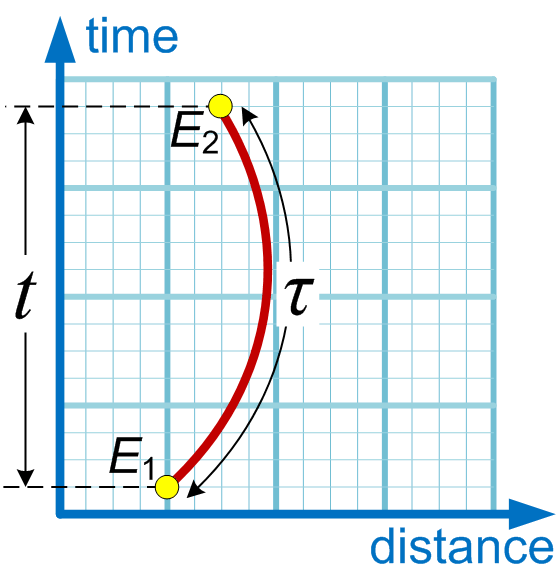
La linea blu verticale rappresenta un osservatore inerziale che misura un intervallo di tempo t tra due eventi E_{1} e E_{2}. La curva rossa rappresenta un orologio che misura il tempo τ trascorso nel suo sistema di riferimento tra gli stessi eventi.

In fisica, la durata di un fenomeno misurata in un sistema di riferimento solidale al fenomeno si chiama intervallo di tempo proprio o, in breve, tempo proprio. È dunque indipendente dalle coordinate ed è uno scalare di Lorentz, ossia invariante per trasformazioni di Lorentz. 
Il concetto, introdotto nel 1908 da Hermann Minkowski, è l’analogo spaziotemporale della lunghezza di un arco nello spazio euclideo tridimensionale. Esso consente di parametrizzare il tempo misurato da un osservatore fermo rispetto ad un altro osservatore in moto ed è informalmente definito come il tempo trascorso tra due eventi misurato da un orologio che passa attraverso entrambi.
La necessità di utilizzare questa grandezza è sorta in seguito alla teoria della relatività ristretta, in cui la misura di un intervallo temporale in un sistema di riferimento in quiete è minore della stessa misura compiuta a sistema incipiente, ovvero in un sistema di riferimento in accelerazione (dilatazione del tempo).

## Definizione

### Relatività ristretta
Si consideri un orologio che si muove con velocità costante e un sistema di riferimento cartesiano inerziale solidale con esso. Rispetto ad un secondo sistema di riferimento a riposo, in un tempo {\displaystyle dt} l'orologio compie un percorso la cui lunghezza è data da {\displaystyle {\sqrt {dx^{2}+dy^{2}+dz^{2}}}}, dove {\displaystyle dx}, {\displaystyle dy} e {\displaystyle dz} sono variazioni infinitesime della posizione dell'orologio nel sistema fermo. Poiché in relatività speciale l'intervallo spazio-temporale che resta invariato tra due sistemi in moto relativo uniforme è dato da:
{\displaystyle ds^{2}=c^{2}dt^{2}-dx^{2}-dy^{2}-dz^{2}=c^{2}d\tau ^{2}}
dove {\displaystyle d\tau } è l'intervallo temporale nel sistema in moto, l'intervallo di tempo misurato dall'orologio in moto è dato dall'integrale di {\displaystyle ds/c} lungo la sua linea di universo. Tale integrale è massimo se la linea di universo interessata è una retta. Dalla precedente relazione si ricava:
{\displaystyle d\tau =dt{\sqrt {1-{\frac {dx^{2}+dy^{2}+dz^{2}}{c^{2}dt^{2}}}}}=dt{\sqrt {1-{\frac {v^{2}}{c^{2}}}}}}
dove:
{\displaystyle v^{2}={\frac {dx^{2}+dy^{2}+dz^{2}}{dt^{2}}}}
è la velocità del sistema in moto. Si ha pertanto:
{\displaystyle d\tau ={\frac {ds}{c}}=dt{\sqrt {1-{\frac {v^{2}}{c^{2}}}}}\qquad {\tau }_{2}-{\tau }_{1}=\int _{t_{1}}^{t_{2}}dt{\sqrt {1-{\frac {v^{2}}{c^{2}}}}}}
Il tempo proprio {\displaystyle \tau } misurato dall'orologio in moto è definito per una velocità arbitraria nel seguente modo:
{\displaystyle \tau =\int {\frac {dt}{\gamma }}=\int {\sqrt {1-{\frac {v(t)^{2}}{c^{2}}}}}\,dt=\int {\sqrt {1-{\frac {1}{c^{2}}}\left[\left({\frac {dx}{dt}}\right)^{2}+\left({\frac {dy}{dt}}\right)^{2}+\left({\frac {dz}{dt}}\right)^{2}\right]}}\,dt}
dove {\displaystyle v(t)} è la velocità al tempo {\displaystyle t}, mentre {\displaystyle x}, {\displaystyle y} e {\displaystyle z} sono le coordinate spaziali.
Se il tempo e le coordinate spaziali sono parametrizzate da {\displaystyle \lambda }, si può scrivere:
{\displaystyle \tau =\int {\sqrt {\left({\frac {dt}{d\lambda }}\right)^{2}-{\frac {1}{c^{2}}}\left[\left({\frac {dx}{d\lambda }}\right)^{2}+\left({\frac {dy}{d\lambda }}\right)^{2}+\left({\frac {dz}{d\lambda }}\right)^{2}\right]}}\,d\lambda }
In forma differenziale tale espressione diventa un integrale di linea:
{\displaystyle \tau =\int _{P}{\sqrt {dt^{2}-{dx^{2} \over c^{2}}-{dy^{2} \over c^{2}}-{dz^{2} \over c^{2}}}}}
dove {\displaystyle P} è il cammino seguito dall'orologio nel sistema di riferimento.
La quantità {\displaystyle ds=cd\tau } è così invariante in seguito ad una trasformazione di Lorentz. Una grandezza che si conserva in tal modo è detta invariante di Lorentz, e l'insieme di trasformazioni che lasciano invariato {\displaystyle ds^{2}} è il gruppo di Lorentz.

### Relatività generale
La teoria della relatività generale consente di generalizzare i risultati della relatività ristretta utilizzando il formalismo tensoriale. Si consideri uno spaziotempo descritto da una varietà pseudo-riemanniana, caratterizzata da un tensore metrico {\displaystyle g_{\mu \nu }}, nella quale è definito un sistema di coordinate {\displaystyle x^{\mu }}. L'intervallo {\displaystyle ds} tra due eventi distanti {\displaystyle dx^{\mu }} è dato da:
{\displaystyle ds^{2}=g_{\mu \nu }\,dx^{\mu }\,dx^{\nu }}
dove {\displaystyle s} può essere di genere spazio, di genere luce o di genere tempo a seconda che {\displaystyle s^{2}} sia rispettivamente minore, uguale o maggiore di zero. Nel primo caso l'intervallo non può essere attraversato poiché richiederebbe una velocità superiore alla velocità della luce {\displaystyle c}, nel secondo caso la velocità necessaria è esattamente {\displaystyle c} e la conversione al tempo proprio è banale, nel terzo caso è consentito l'attraversamento di oggetti massivi. Considerando la radice quadrata di entrambi i membri dell'elemento di linea si ha che il tempo proprio {\displaystyle \tau } misurato dall'orologio in moto lungo un cammino di genere tempo {\displaystyle P} è dato dall'integrale di linea:
{\displaystyle \tau =\int _{P}\,d\tau }
dove:
{\displaystyle d\tau ={\sqrt {dx_{\mu }\;dx^{\mu }}}={\sqrt {g_{\mu \nu }\;dx^{\mu }\;dx^{\nu }}}}
in cui si è usata la notazione di Einstein.

## Esempio
Nello spaziotempo di Minkowski l'evoluzione delle coordinate spaziali di un oggetto nel tempo è descritta da una curva, che è parametrizzata dal tempo proprio. La quadrivelocità è il vettore che ha per componenti la variazione delle coordinate spaziali e temporali rispetto al tempo proprio. Inoltre, la sua norma è solitamente posta uguale alla velocità della luce c, e cambia solo la direzione.
In meccanica classica la traiettoria di un oggetto è descritta in tre dimensioni dalle sue coordinate {\displaystyle x^{i}(t)}, con {\displaystyle i\in \{1,2,3\}}, espresse in funzione del tempo {\displaystyle t}:
{\displaystyle \mathbf {x} =x^{i}(t)={\begin{bmatrix}x^{1}(t)\\x^{2}(t)\\x^{3}(t)\\\end{bmatrix}}}
dove {\displaystyle x^{i}(t)} è l'i-esima componente della posizione al tempo {\displaystyle t}. Le componenti della velocità {\displaystyle {\mathbf {u} }} nel punto {\displaystyle p} tangente alla traiettoria sono:
{\displaystyle {\mathbf {u} }=(u^{1},u^{2},u^{3})={\mathrm {d} \mathbf {x}  \over \mathrm {d} t}={\mathrm {d} x^{i} \over \mathrm {d} t}=\left({\frac {\mathrm {d} x^{1}}{\mathrm {d} t}}\;,{\frac {\mathrm {d} x^{2}}{\mathrm {d} t}}\;,{\frac {\mathrm {d} x^{3}}{\mathrm {d} t}}\right)}
dove le derivate sono valutate in {\displaystyle p}.
Nello spaziotempo di Minkowski le coordinate sono {\displaystyle x^{\mu }(\tau )}, con {\displaystyle \mu \in \{0,1,2,3\}}, in cui {\displaystyle x^{0}} è la componente temporale moltiplicata per c. La parametrizzazione avviene inoltre in funzione del tempo proprio {\displaystyle \tau }:
{\displaystyle x^{\mu }(\tau )={\begin{bmatrix}x^{0}(\tau )\\x^{1}(\tau )\\x^{2}(\tau )\\x^{3}(\tau )\\\end{bmatrix}}={\begin{bmatrix}ct\\x^{1}(t)\\x^{2}(t)\\x^{3}(t)\\\end{bmatrix}}}
Considerando il fenomeno detto dilatazione dei tempi:
{\displaystyle t=\gamma \tau \,}
la quadrivelocità relativa a {\displaystyle \mathbf {x} (\tau )} è definita come:
{\displaystyle U^{\mu }={\frac {\mathrm {d} x^{\mu }(\tau )}{\mathrm {d} \tau }}}